# Hista
Hista is een geslacht van vlinders van de familie Castniidae, uit de onderfamilie Castniinae.

## Soorten
- H. fabricii (Swainson, 1823)
- H. hegemon (Kollar, 1839)